# Jacques Firmin Beauvarlet
Pour les articles homonymes, voir Beauvarlet.
Jacques Firmin Beauvarlet, né à Abbeville le 25 septembre 1731 et mort à Paris le 7 décembre 1797, est un graveur français.
Réputé surtout pour ses portraits, il a gravé d'après la plupart des peintres de son temps. Une fois cette vogue passée, ses œuvres ont été diversement appréciées.

## Biographie
Fils d'un marchand tapissier, Jacques Firmin Beauvarlet choisit de ne pas poursuivre le métier de son père et se fait placer chez un graveur de sa ville natale. En 1750, il se rend à Paris, où il entre dans l'atelier de son  « pays » Robert Hecquet, qui le juge « dégrossi, mais répugnant au travail, bizarre de caractère et promettant peu ».
Beauvarlet entre ensuite chez Charles Dupuis, puis chez Laurent Cars, dont il devient l'un des meilleurs élèves. Ses gravures d'après Luca Giordano assurent sa notoriété et lui valent d'être agréé en 1762 par l'Académie royale de peinture et de sculpture, dont il est reçu membre le 25 mai 1776.

Ses portraits surtout sont appréciés. Dans les figures qu'il grave d'après Nattier, van Loo, Vien, il « rompt les tailles dans les chairs et les pointille finement, de manière à donner l'illusion de la peau ». On lui reproche néanmoins de faire « des ouvrages péniblement léchés, reluisants et terminés au point de fatiguer les yeux ». Lorsque paraît une série de sept estampes intitulée L'Histoire d'Esther, d’après Jean-François de Troy, l'auteur des Mémoires secrets émet sur son œuvre un jugement nuancé : 

« C'est par le moelleux et l'onction que continue à exceller M. Beauvarlet dont les ouvrages causent une sensation suave comme eux ; c'est à coup sûr pour conserver ce beau fini qu'il a mérité le reproche d'introduire la nouvelle mode de graver autrement que d'après le tableau, c'est-à-dire le réduire d'abord en dessin pour le transmettre ensuite au burin. Il est certain qu'à travers toutes ces manipulations, si je peux me servir de ce terme, l'esprit de l'original s'évapore ; il n'en reste plus que le matériel. »

Beauvarlet avait épousé en 1761 la fille d'un acteur de la Comédie-Française, Catherine-Françoise Deschamps, elle aussi adepte du burin. Devenu veuf en 1769, il épousa sa belle-mère, qui mourut dix ans plus tard. Remarié en 1787, il perdit encore sa troisième femme. Sur la fin de sa vie, il se retira à la campagne, où il fut victime d’une maladie « qui tourna bientôt en état de langueur ». Revenu à Paris pour se faire soigner, il y mourut à l'âge de 66 ans.
L'œuvre de Beauvarlet compte environ 120 pièces. Outre les artistes déjà cités, il a notamment gravé d'après François Boucher, Sébastien Bourdon, François-Hubert Drouais, Jean Honoré Fragonard, Jean-Martial Frédou, Jean-Baptiste Greuze, Claude Joseph Vernet.
Il a eu, entre autres, pour élèves Pierre Audouin, Louis Binet, François-Rolland Elluin, Jacques Lavallée, Pierre Maleuvre, Carlo Antonio Porporati et Glairon-Mondet. L’abbé Dairaine a publié un catalogue de ses œuvres en 1860 à Abbeville.
Il était apparenté au célèbre organiste Jean-Jacques Beauvarlet-Charpentier.

## Œuvres

### Collections publiques
- Nemours, Château-Musée :
  - La Toilette d'Esther, entre 1738-1797, burin d'après un dessin de Jean-François de Troye, 50 x 63 cm. 1901.64.1
  - Aman arrêté par ordre d'Assuérus, entre 1738-1797, burin d'après un dessin de Jean-François de Troye, 48 x 62 cm. 1901.64.2
  - Le Couronnement d'Esther, entre 1738-1797, burin d'après un dessin de Jean-François de Troye, 50 x 63 cm. 1901.64.3
  - L'Évanouissement d'Esther, entre 1738-1797, burin d'après un dessin de Jean-François de Troye, 50 x 63 cm. 1901.64.4
  - Le Dédain de Mardochée envers Aman, entre 1738-1797, burin d'après un dessin de Jean-François de Troye, 50 x 63 cm. 1901.64.3

### Gravures et leur modèle

La Marchande d'amours
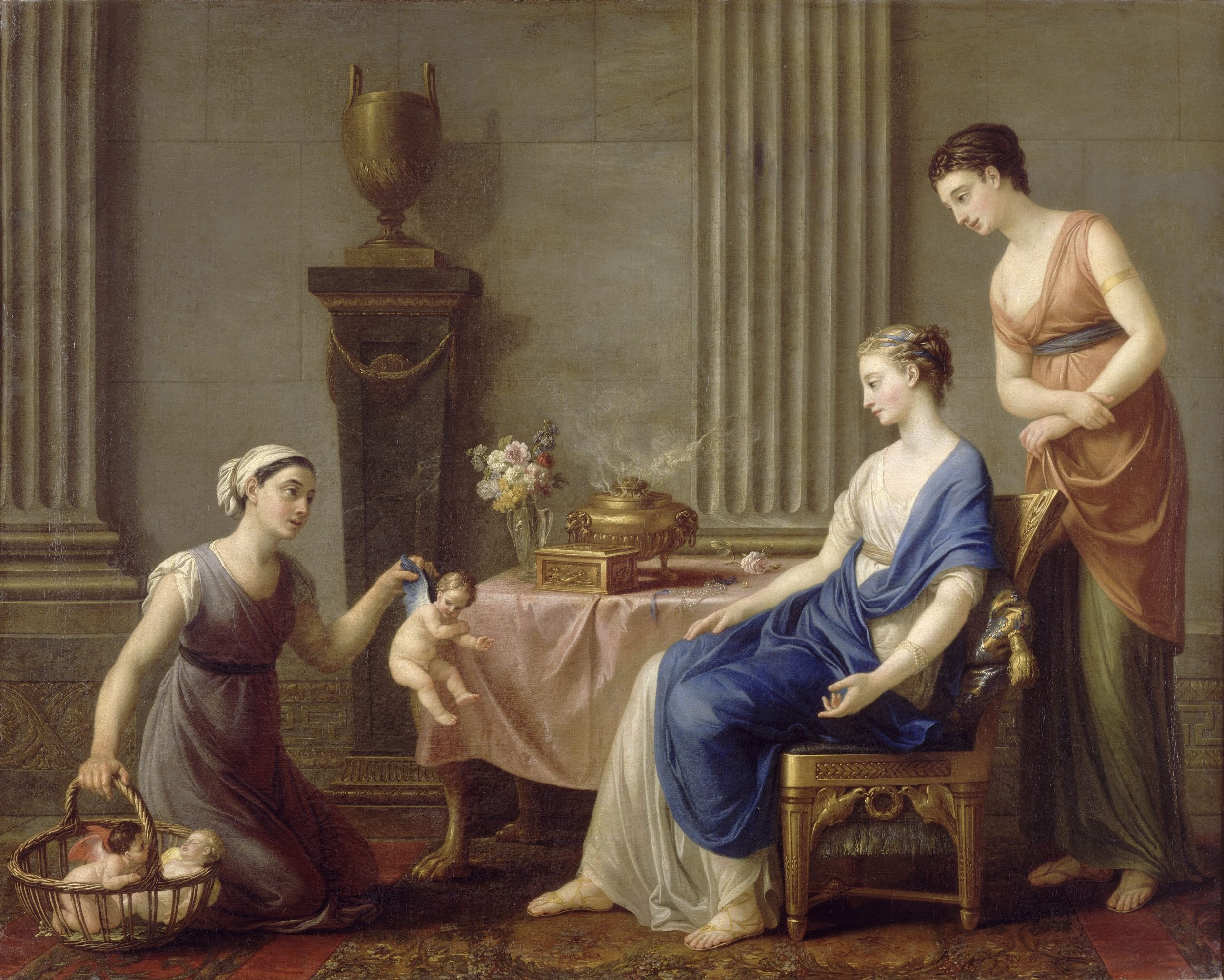
Tableau original de Joseph-Marie Vien (1763).
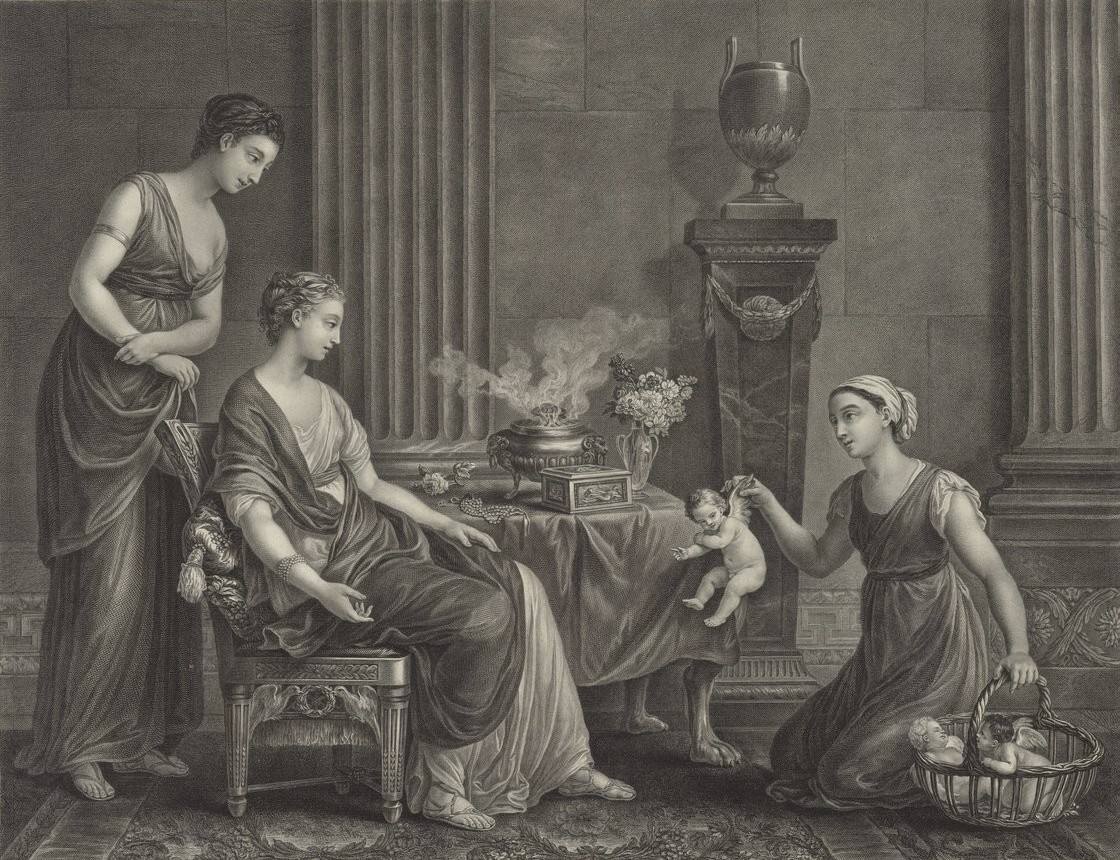
Gravure de reproduction de Jacques Firmin Beauvarlet (1778).

Repas donné par Esther à Assuérus
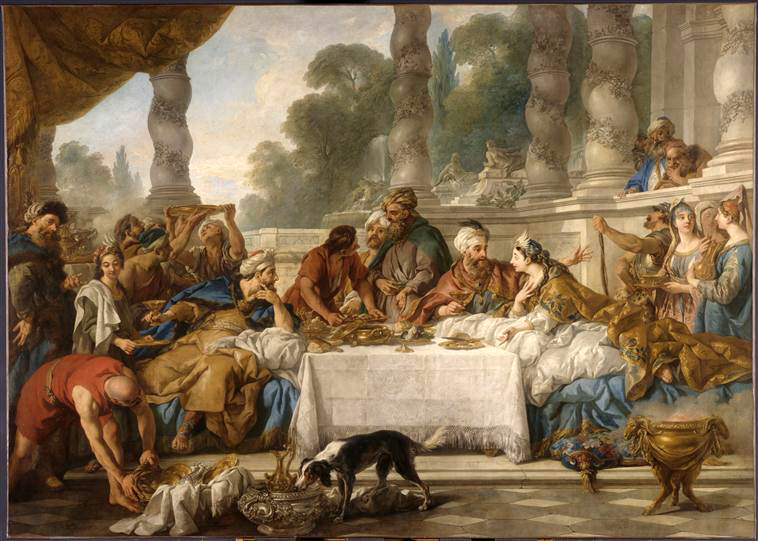
Tableau original de Jean-François de Troy (1740).
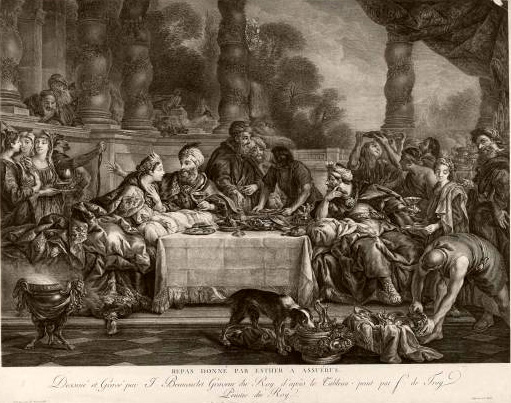
Gravure de reproduction de Jacques Firmin Beauvarlet (n. d.).

### Deux portraits

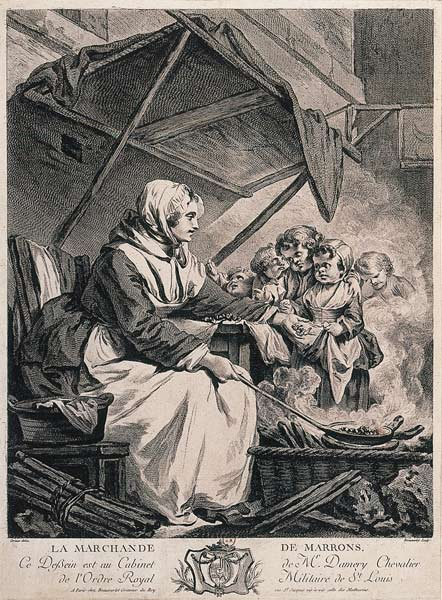
La marchande de marrons d'après Jean-Baptiste Greuze
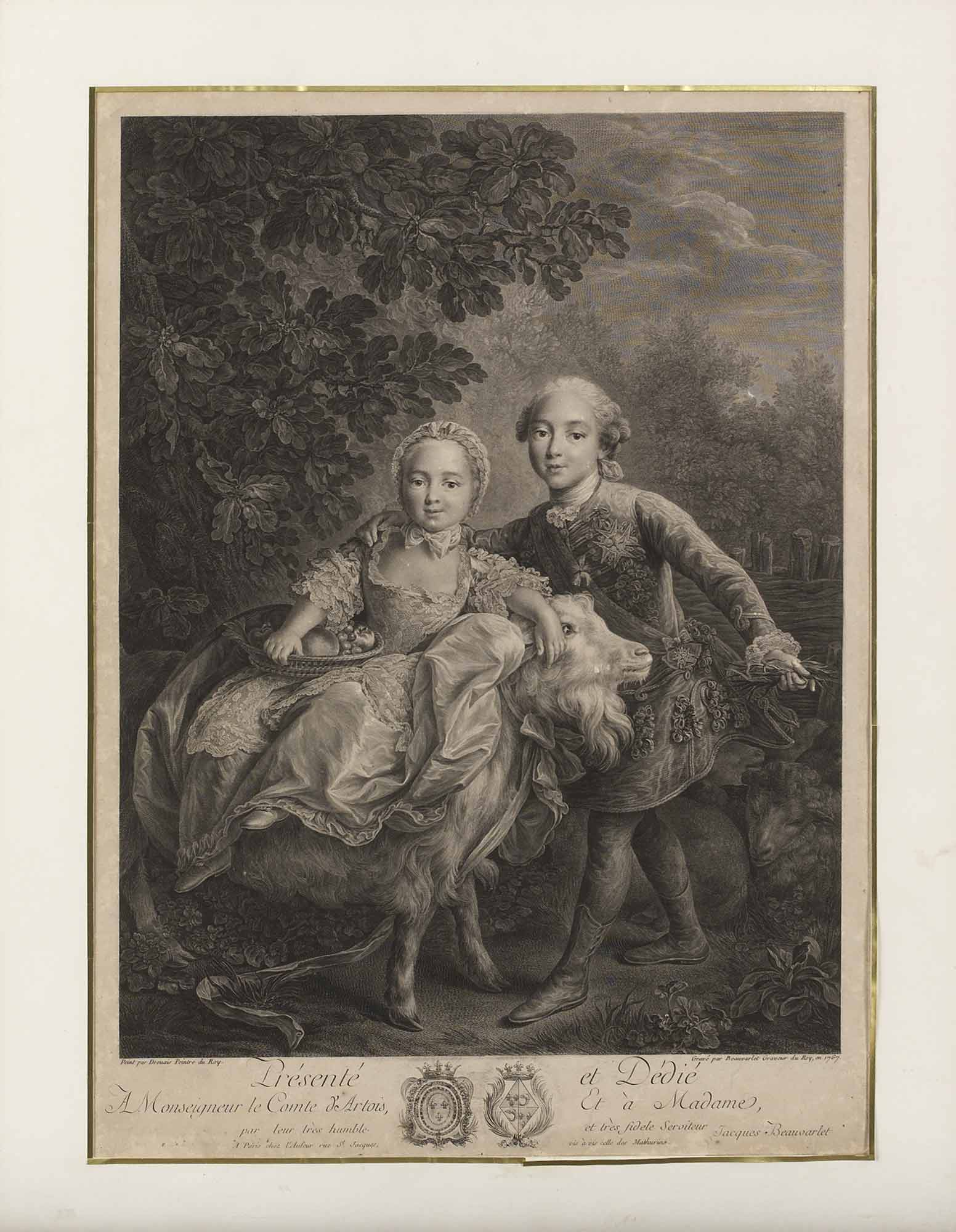
Le comte d'Artois enfant soutenant Mlle Clotilde montée sur une chèvre d'après François-Hubert Drouais

### Portraits
- Marie-Adélaïde, fille de Louis XV, d’après Nattier ;
- Louis Joseph Xavier, duc de Bourgogne, d’après Jean-Martial Fredou ;
- Mlle. Clairon, actrice, d’après Van Loo ; par Laurent Cars et Beauvarlet ;
- L’abbé Nollet, d’après La Tour ;
- Edmé Bouchardon, sculpteur, d’après Drouais, 1776 ;
- Jean Baptiste Poquelin-Molière, d’après S. Bourdon ;
- Le marquis de Bomballes, d’après Moslin et Vernet ;
- Catherine, princesse Galizin; médaillon ;
- Ferdinand, duc de Brunswick ;
- Madame du Barry, d’après Drouais.

### Sujets d’après différents maitres
- Loth et ses filles, d’après Luca Giordano ;
- Suzanne et les vieillards, d’après le même ;
- Persée change en pierre Phinée et sa troupe, d’après le même ;
- Acis et Galatée, d’après le même ;
- Le Jugement de Pâris, d’après le même ;
- L’Enlèvement d’Europe, d’après le même ;
- L’Enlèvement des Sabines, d’après le même ;
- Suzanne et les vieillards, d’après Guido Canlassi ;
- Les Égouts, d’après Guido Reni ;
- L’Incrédulité de Thomas, d’après Calabrese ;
- Venus déplorant la mort d’Adonis, d’après A. Turchi ;
- La Rusée, d’après C. Vega ;
- La Surprise Double, d’après Gérard Dou ;
- Le Pêcheur, d’après H. Carré ;
- Les Joueurs de tric-trac, d’après Teniers ;
- Le Joueur de cornemuse, d’après le même ;
- Le Bourgmestre, d’après Ostade ;
- Diane et Actéon, d’après Rottenhammer ;
- Les Baigneurs, d’après Boucher ;
- Le Piège, d’après le même ;
- Cupidon enchainé par les Grâces, d’après le même ;
- Les Enfants du duc de Béthune, d’après Drouais[6] ;
- Le Colin Maillard, d’après Fragonard ;
- La Chasteté de Joseph, d’après Nattier ;
- Suzanne et les vieillards, d’après Vien ;
- L’Offrande à Vénus, d’après le même[7] ;
- L’Offrande à Cérès, d’après le même ;
- Cupidon tenant son arc, d’après Carle van Loo ;
- La Confidence, d’après le même ;
- La Sultane, d’après le même ;
- Lecture espagnole, d’après le même ;
- Conversation espagnole, d’après le même ;
- Télémaque dans l’ile de Calypso, d’après Raoux[8] ;
- La Toilette pour le bal et le Retour du bal, d’après J.-F. de Troy ;
- Sept gravures de l’Histoire d’Esther, d’après le même ;
- Un sujet d’une peinture antique à Herculanum.